# Tournoi pré-olympique de l'UEFA 1975-1976
Navigation
Munich 1972 Moscou 1980
Le tournoi pré-olympique de l'UEFA 1975-1976 a eu pour but de désigner les quatre nations qualifiées au sein de la zone Europe pour participer au tournoi final de football, disputé lors des Jeux olympiques de Montréal en 1976. Médaillée d'or et tenante du titre, la Pologne est qualifiée d'office. 20 pays originaires du continent européen ont effectivement pris part aux matches de qualification.
Le tournoi européen de qualification aux Jeux olympiques d'été de 1976 s'est déroulé en deux rondes entre le 2 avril 1975 et le 14 avril 1976. Le premier tour a été disputé entre quatre groupes de cinq équipes, à l'issue duquel deux nations s'étant qualifiées sur le terrain rejoignent un pays exempt (bye) au sein de chacune des poules pour la deuxième ronde. Les deux premiers qualifiés ont été déterminés à l'issue d'un système à élimination disputé en match aller-retour, en jouant si nécessaire une séance de tirs au but, à l'issue du temps réglementaire de la seconde rencontre, car la règle des buts marqués à l'extérieur n'est pas en vigueur. Au terme du second tour, l'Union soviétique, l'Allemagne de l'Est, l'Espagne et la France ont décroché leur participation au tournoi olympique.

## Pays qualifiés
| Dates                            | Lieu      | Places | Qualifiés                                          |
| -------------------------------- | --------- | ------ | -------------------------------------------------- |
| du 2 avril 1975 au 14 avril 1976 | Itinérant | 4      | Union soviétique Allemagne de l'Est Espagne France |

## Format des qualifications
Dans les phases de qualification en groupe disputées selon le système de championnat, en cas d’égalité de points de plusieurs équipes à l'issue de la dernière journée, les critères suivants sont appliqués dans l'ordre indiqué pour établir leur classement :

- Meilleure différence de buts,
- Plus grand nombre de buts marqués.

Dans le système à élimination directe avec des matches aller et retour, en cas d'égalité parfaite au score cumulé des deux rencontres, les mesures suivantes sont d'application :

- Organisation de prolongations et, au besoin, d'une séance de tirs au but, si les deux équipes sont toujours à égalité au terme des prolongations,
- La règle des buts marqués à l'extérieur n'est pas en vigueur.

## Résultats des qualifications

### Groupe 1

#### Premier tour
| Équipe 1    | Résultat | Équipe 2         | Aller | Retour |
| ----------- | -------- | ---------------- | ----- | ------ |
| Yougoslavie | 1 - 4    | Union soviétique | 1 - 1 | 0 - 3  |
| Finlande    | 4 - 6    | Norvège          | 3 - 5 | 1 - 1  |
|             | exempt   | Islande          | -     | -      |

#### Détail des rencontres
| 7 mai 1975 | Yougoslavie | 1 - 1 | Union soviétique  | Gradski stadion Banja Luka, Yougoslavie        |                                                |
| | Jevtić 76e  | (0 - 0) | Bulgakov (ru) 80e | Spectateurs : 8 000 Arbitrage : Erich Linemayr | Spectateurs : 8 000 Arbitrage : Erich Linemayr |
| Stinčić (en) - Cukrov (en), Radovanović ( 75e Muslin), Kreso, Karadžić - Vidačak, Miročević (en), Rukljač (hr) - Bakota, Lukačević (en), Kovačević ( 75e Jevtić) | Équipes     | Prokhorov - Trochkine, Olchanski, Osyanin, Lovchev - Maksimenkov, Machaidze (en) ( 73e Khudiev), Minayev, Papayev (en) ( 46e Gladilin (en)) - Nikonov, Bulgakov (ru) |                   | Spectateurs : 8 000 Arbitrage : Erich Linemayr | Spectateurs : 8 000 Arbitrage : Erich Linemayr |

| 15 mai 1975 | Finlande                                 | 3 - 5 | Norvège                                                                    | Helsingin Olympiastadion Helsinki, Finlande       |                                                   |
| | Toivola (en) 4e 67e · Heiskanen (en) 65e | (1 - 1) | Kvia (en) 14e (pen.) 86e · Skuseth (it) 49e · Lund 83e · Thunberg (no) 85e | Spectateurs : 12 031 Arbitrage : Erik Fredriksson | Spectateurs : 12 031 Arbitrage : Erik Fredriksson |
| | Rapport 1 Rapport 2                      | |                                                                            | Spectateurs : 12 031 Arbitrage : Erik Fredriksson | Spectateurs : 12 031 Arbitrage : Erik Fredriksson |
| Enckelman (en) - Vihtilä (fi), Lehtinen (fi) , Paatelainen , Ranta (fi) - Suomalainen (fi), Hämäläinen (fi), Pirinen (fi), Rissanen (fi) - Köykkä (fi) ( 85e Heiskanen (en)), Toivola (en) | Équipes                                  | Johannessen (en) - Meirik (en), Birkelund (en), Goa (en), Grøndalen - Johansen (en), Kvia (en) - Høyland (en), Jacobsen ( 67e Thunberg (no)), Lund , Skuseth (it) |                                                                            | Spectateurs : 12 031 Arbitrage : Erik Fredriksson | Spectateurs : 12 031 Arbitrage : Erik Fredriksson |

| 21 mai 1975 | Union soviétique                         | 3 - 0 | Yougoslavie | Stade Central Lénine Moscou, Union soviétique      |                                                    |
| | Buryak 57e (pen.) 61e · Hatzipanagis 87e | (0 - 0) |             | Spectateurs : 40 000 Arbitrage : Constantin Petrea | Spectateurs : 40 000 Arbitrage : Constantin Petrea |
| | Rapport                                  | |             | Spectateurs : 40 000 Arbitrage : Constantin Petrea | Spectateurs : 40 000 Arbitrage : Constantin Petrea |
| Prokhorov - Trochkine , Olchanski, Zvyahintsev, Lovchev - Maksimenkov, Bulgakov (ru) ( 50e Minayev), Buryak - Fedorov, Gladilin (en), Hatzipanagis | Équipes                                  | Stinčić (en) - Cukrov (en), Radovanović ( 65e Tomić), Karadžić, Vidačak - Muslin, Miročević (en) , Rukljač (hr), Pejović - Bakota, Lukačević (en) ( 70e Jevtić) |             | Spectateurs : 40 000 Arbitrage : Constantin Petrea | Spectateurs : 40 000 Arbitrage : Constantin Petrea |

| 18 juin 1975       | Norvège | 1 - 1   | Finlande | Stavanger Stadion (en) Stavanger, Norvège     |                                               |
| 19:00 heure locale | Høyland (en) 79e (pen.) | (0 - 0) | Manninen (en) 61e | Spectateurs : 12 387 Arbitrage : Bent Nielsen | Spectateurs : 12 387 Arbitrage : Bent Nielsen |
| 19:00 heure locale | Rapport 1 Rapport 2 |         | | Spectateurs : 12 387 Arbitrage : Bent Nielsen | Spectateurs : 12 387 Arbitrage : Bent Nielsen |
| 19:00 heure locale | Johannessen (en) - Meirik (en), Birkelund (en), Grøndalen, Pedersen - Johansen (en), Kvia (en) , Høyland (en) - Skuseth (it) ( 61e Larsen (en)), Jacobsen ( 85e Karlsen (en)), Thunberg (no) | Équipes | Enckelman (en) - Kymäläinen (en) ( 34e Nieminen (fi)) - Vihtilä (fi), Ranta (fi), Suomalainen (fi) - Paatelainen , Heiskanen (en), Toivola (en), Rissanen (fi) - Manninen (en), Suhonen | Spectateurs : 12 387 Arbitrage : Bent Nielsen | Spectateurs : 12 387 Arbitrage : Bent Nielsen |

#### Second tour
| Rang | Équipe           | Pts | J | G | N | P | Bp | Bc | Diff |  | Résultats (▼ dom., ► ext.) |     |     |     |
| ---- | ---------------- | --- | - | - | - | - | -- | -- | ---- |  | -------------------------- | --- | --- | --- |
| 1    | Union soviétique | 8   | 4 | 4 | 0 | 0 | 10 | 1  | +9   |  | Union soviétique           |     | 4-0 | 1-0 |
| 2    | Norvège          | 3   | 4 | 1 | 1 | 2 | 5  | 10 | -5   |  | Norvège                    | 1-3 |     | 3-2 |
| 3    | Islande          | 1   | 4 | 0 | 1 | 3 | 3  | 7  | -4   |  | Islande                    | 0-2 | 1-1 |     |

#### Détail des rencontres
| 7 juillet 1975     | Islande | 1 - 1   | Norvège | Laugardalsvöllur Reykjavik, Islande           |                                               |
| 20:00 heure locale | Sveinsson 17e | (1 - 1) | Høyland (en) 21e | Spectateurs : 10 971 Arbitrage : Ulf Eriksson | Spectateurs : 10 971 Arbitrage : Ulf Eriksson |
| 20:00 heure locale | Rapport 1 Rapport 2 |         | | Spectateurs : 10 971 Arbitrage : Ulf Eriksson | Spectateurs : 10 971 Arbitrage : Ulf Eriksson |
| 20:00 heure locale | Dagsson - Torfason ( 22e Lárusson), Pétursson, M. Geirsson (en), Eðvaldsson - Hilmarsson ( 60e E. Geirsson (en)), Leifsson, Alfreðsson, Sveinsson - Thórdarson, Hallgrímsson | Équipes | Johannessen (en) - Meirik (en), Karlsen (en), Grøndalen, Pedersen - Skuseth (it), Kvia (en) , Olsen (it) ( Mathisen), Larsen (en), Thunberg (no) - Høyland (en) | Spectateurs : 10 971 Arbitrage : Ulf Eriksson | Spectateurs : 10 971 Arbitrage : Ulf Eriksson |

| 17 juillet 1975    | Norvège | 3 - 2   | Islande | Brann Stadion Bergen, Norvège                   |                                                 |
| 19:00 heure locale | Slinning (it) 15e · Høyland (en) 55e · Skuseth (it) 63e | (1 - 1) | Thórdarson 12e · Eðvaldsson 88e | Spectateurs : 14 120 Arbitrage : Edgar Pedersen | Spectateurs : 14 120 Arbitrage : Edgar Pedersen |
| 19:00 heure locale | Rapport 1 Rapport 2 |         | | Spectateurs : 14 120 Arbitrage : Edgar Pedersen | Spectateurs : 14 120 Arbitrage : Edgar Pedersen |
| 19:00 heure locale | Johannessen (en) - Pedersen, Karlsen (en), Grøndalen, Slinning (it) - Johansen (en) ( 72e Olsen (it)), Kvia (en) , Thunberg (no), Larsen (en) - Skuseth (it), Høyland (en) | Équipes | Stefánsson (en) - Torfason, Pétursson, Geirsson (en), Eðvaldsson , Magnússon ( 46e Lárusson) - Leifsson, Alfreðsson, Júlíusson ( 73e Óskarsson) - Thórdarson, Hallgrímsson | Spectateurs : 14 120 Arbitrage : Edgar Pedersen | Spectateurs : 14 120 Arbitrage : Edgar Pedersen |

| 30 juillet 1975    | Islande | 0 - 2   | Union soviétique | Laugardalsvöllur Reykjavik, Islande         |                                             |
| 20:00 heure locale | | (0 - 0) | Minayev 53e 76e | Spectateurs : 9 666 Arbitrage : John Gordon | Spectateurs : 9 666 Arbitrage : John Gordon |
| 20:00 heure locale | Rapport 1 Rapport 2 |         | | Spectateurs : 9 666 Arbitrage : John Gordon | Spectateurs : 9 666 Arbitrage : John Gordon |
| 20:00 heure locale | Stefánsson (en) - Torfason, Pétursson, M. Geirsson (en), Eðvaldsson - Leifsson, Hermannsson, Sveinsson, E. Geirsson (en) ( 60e Júlíusson) - Thórdarson, Hallgrímsson | Équipes | Prokhorov - Utkin (ru), Zvyahintsev, Lovchev , Osyanin, Trochkine - Minayev, Buryak, Maksimenkov, Kipiani ( 59e Machaidze (en)) - Hatzipanagis | Spectateurs : 9 666 Arbitrage : John Gordon | Spectateurs : 9 666 Arbitrage : John Gordon |

| 28 août 1975       | Norvège | 1 - 3   | Union soviétique | Ullevaal Stadion Oslo, Norvège                       |                                                      |
| 19:00 heure locale | Skuseth (it) 14e | (1 - 2) | Sakharov (en) 7e 52e · Fedorov 8e                                                                                         | Spectateurs : 15 790 Arbitrage : Georg Krutelew (fi) | Spectateurs : 15 790 Arbitrage : Georg Krutelew (fi) |
| 19:00 heure locale | Antonsen (it) - Pedersen, Karlsen (en), Grøndalen, Slinning (it) - Hansen (it), Kvia (en) , Skuseth (it), Larsen (en) ( 43e Thunberg (no)) - Dokken, Høyland (en) ( 83e Johansen (en)) | Équipes | Prokhorov - Utkin (ru), Zvyahintsev, Lovchev , Osyanin, Trochkine - Minayev, Buryak, Maksimenkov, Sakharov (en) - Fedorov | Spectateurs : 15 790 Arbitrage : Georg Krutelew (fi) | Spectateurs : 15 790 Arbitrage : Georg Krutelew (fi) |

| 10 septembre 1975 | Union soviétique    | 1 - 0 | Islande | Stade Central Lénine Moscou, Union soviétique       |                                                     |
| | Minayev 40e         | (1 - 0) |         | Spectateurs : 30 000 Arbitrage : László Hámori (hu) | Spectateurs : 30 000 Arbitrage : László Hámori (hu) |
| | Rapport 1 Rapport 2 | |         | Spectateurs : 30 000 Arbitrage : László Hámori (hu) | Spectateurs : 30 000 Arbitrage : László Hámori (hu) |
| Prokhorov - Utkin (ru), Zvyahintsev, Lovchev , Osyanin - Maksimenkov, Fedorov, Minayev, Sakharov (en), Filatov (en) - Hatzipanagis | Équipes             | Stefánsson (en) - Sigurvinsson, Lárusson, Pétursson , M. Geirsson (en), Torfason - Hilmarsson, Alfreðsson ( 60e Sveinsson) - Hallgrímsson, Thórdarson, E. Geirsson (en) |         | Spectateurs : 30 000 Arbitrage : László Hámori (hu) | Spectateurs : 30 000 Arbitrage : László Hámori (hu) |

| 24 septembre 1975 | Union soviétique                                  | 4 - 0 | Norvège | Stade Central Lénine Moscou, Union soviétique     |                                                   |
| | Sakharov (en) 67e · Kipiani 76e 86e · Minayev 79e | (0 - 0) |         | Spectateurs : 26 000 Arbitrage : Ryszard Sobiecki | Spectateurs : 26 000 Arbitrage : Ryszard Sobiecki |
| | Rapport                                           | |         | Spectateurs : 26 000 Arbitrage : Ryszard Sobiecki | Spectateurs : 26 000 Arbitrage : Ryszard Sobiecki |
| Astapovski - Saukh (en), Nikulin, Lovchev , Osyanin - Gladilin (en), Maksimenkov, Filatov (en) ( 74e Utkin (ru)), Minayev - Sakharov (en) ( 67e Kipiani), Hatzipanagis | Équipes                                           | Jacobsen (en) - Pedersen, Karlsen (en), Grøndalen, Slinning (it) - Hansen (it) ( 58e Ottesen (en)), Kvia (en) , Høyland (en), Larsen (en) - Johannessen ( 65e Dokken), Skuseth (it) |         | Spectateurs : 26 000 Arbitrage : Ryszard Sobiecki | Spectateurs : 26 000 Arbitrage : Ryszard Sobiecki |

### Groupe 2

#### Premier tour
| Équipe 1             | Résultat | Équipe 2           | Aller | Retour |
| -------------------- | -------- | ------------------ | ----- | ------ |
| Grèce                | 0 - 5    | Allemagne de l'Est | 0 - 1 | 0 - 4  |
| République d'Irlande | 1 - 3    | Tchécoslovaquie    | 1 - 2 | 0 - 1  |
|                      | exempt   | Autriche           | -     | -      |

#### Détail des rencontres
| 2 avril 1975 | Grèce   | 0 - 1 | Allemagne de l'Est | Stade Apóstolos Nikolaïdis Athènes, Grèce        |                                                  |
| |         | (0 - 1) | Vogel 11e          | Spectateurs : 6 000 Arbitrage : Hédi Seoudi (hu) | Spectateurs : 6 000 Arbitrage : Hédi Seoudi (hu) |
| | Rapport | |                    | Spectateurs : 6 000 Arbitrage : Hédi Seoudi (hu) | Spectateurs : 6 000 Arbitrage : Hédi Seoudi (hu) |
| Mylonas (el) - Dramalis, Mitilineos, Katsavakis (en), Christoforidis - Kotsalos, Rigas (en), Ballis, Pappas (en) ( 60e Strantzalis) - Triantafillidis, Vallidis (el) ( 78e Ziakos) | Équipes | Croy - Zapf, Kische, Weise, Bransch - Pommerenke, Kurbjuweit, Tyll - Hoffmann, Riediger ( 73e Streich), Vogel |                    | Spectateurs : 6 000 Arbitrage : Hédi Seoudi (hu) | Spectateurs : 6 000 Arbitrage : Hédi Seoudi (hu) |

| 23 avril 1975 | Allemagne de l'Est                                  | 4 - 0 | Grèce | Georgij-Dimitroff-Stadion (en) Erfurt, Allemagne de l'Est |                                                |
| | Pommerenke 9e · Zapf 31e · Vogel 60e · Riediger 77e | (2 - 0) |       | Spectateurs : 18 000 Arbitrage : Olavi Peltola            | Spectateurs : 18 000 Arbitrage : Olavi Peltola |
| | Rapport                                             | |       | Spectateurs : 18 000 Arbitrage : Olavi Peltola            | Spectateurs : 18 000 Arbitrage : Olavi Peltola |
| Croy - Zapf, Kische, Weise, Kurbjuweit - Pommerenke ( 71e Häfner), Schnuphase, Tyll - Streich, Riediger, Vogel ( 71e Hoffmann) | Équipes                                             | Mylonas (el) - Dramalis, Mitilineos, Katsavakis (en), Christoforidis - Kotsalos, Rigas (en), Ballis ( 66e Strantzalis), Kalambakas - Stavridis, Pontikis ( 46e Pappas (en)) |       | Spectateurs : 18 000 Arbitrage : Olavi Peltola            | Spectateurs : 18 000 Arbitrage : Olavi Peltola |

| 15 mai 1975 | République d'Irlande | 1 - 2 | Tchécoslovaquie           | Tolka Park Dublin, Irlande                           |                                                      |
| | Carlyle 11e          | (1 - 1) | Bičovský 27e · Nehoda 73e | Spectateurs : 2 000 Arbitrage : Jacques Colling (hu) | Spectateurs : 2 000 Arbitrage : Jacques Colling (hu) |
| | Rapport              | |                           | Spectateurs : 2 000 Arbitrage : Jacques Colling (hu) | Spectateurs : 2 000 Arbitrage : Jacques Colling (hu) |
| Grace - Smith, O'Brien ( Shelly), Sheridan, Bourke - Cervi, Hughes, O'Connor, Grey ( 46e Connellan) - Devlin, Carlyle | Équipes              | Kéketi - Dobiaš, Dvořák (cs), Samek (cs), Gögh - Bičovský, Knapp (cs), Novotný (cs) - Masný, Petráš, Nehoda |                           | Spectateurs : 2 000 Arbitrage : Jacques Colling (hu) | Spectateurs : 2 000 Arbitrage : Jacques Colling (hu) |

| 7 juin 1975 | Tchécoslovaquie | 1 - 0                                                                                                   | République d'Irlande | Štadión Lokomotívy (en) Košice, Tchécoslovaquie     |                                                     |
| | Nehoda 12e      | (1 - 0)                                                                                                 |                      | Spectateurs : 15 000 Arbitrage : Roland Racine (hu) | Spectateurs : 15 000 Arbitrage : Roland Racine (hu) |
| Kéketi - Biroš, Samek (cs), Dvořák (cs), Gögh - Tománek (cs), Novotný (cs) ( 77e Józsa), Móder - Masný, Nehoda, Čapkovič | Équipes         | Grace - Smith, Bourke, Sheridan, O'Brien - Shelly, O'Connor, Cervi, Higgins - Devlin, Grey ( 58e Ferry) |                      | Spectateurs : 15 000 Arbitrage : Roland Racine (hu) | Spectateurs : 15 000 Arbitrage : Roland Racine (hu) |

#### Second tour
| Rang | Équipe             | Pts | J | G | N | P | Bp | Bc | Diff |  | Résultats (▼ dom., ► ext.) |     |     |     |
| ---- | ------------------ | --- | - | - | - | - | -- | -- | ---- |  | -------------------------- | --- | --- | --- |
| 1    | Allemagne de l'Est | 6   | 4 | 2 | 2 | 0 | 4  | 1  | +3   |  | Allemagne de l'Est         |     | 0-0 | 1-0 |
| 2    | Tchécoslovaquie    | 5   | 4 | 1 | 3 | 0 | 6  | 1  | +5   |  | Tchécoslovaquie            | 1-1 |     | 5-0 |
| 3    | Autriche           | 1   | 4 | 0 | 1 | 3 | 0  | 8  | -8   |  | Autriche                   | 0-2 | 0-0 |     |

#### Détail des rencontres
| 29 octobre 1975                                                                                       | Allemagne de l'Est | 1 - 0 | Autriche | Georgij-Dimitroff-Stadion (en) Erfurt, Allemagne de l'Est |                                                    |
| | Streich 49e        | (0 - 0) |          | Spectateurs : 13 000 Arbitrage : Sven Jonsson (hu)        | Spectateurs : 13 000 Arbitrage : Sven Jonsson (hu) |
| Croy - Dörner, Weber, Weise, Fritsche - Häfner, Riediger, Schade - Streich, Ducke ( 75e Lauck), Vogel | Équipes            | Fleischmann - Gerak, Strasser, Oberhofer, Demantke, Pospischil (de) - Horvath, Wustinger - Hagmayr, Knorrek ( 66e Neuwirth), Cerny |          | Spectateurs : 13 000 Arbitrage : Sven Jonsson (hu)        | Spectateurs : 13 000 Arbitrage : Sven Jonsson (hu) |

| 19 novembre 1975                                                                                          | Tchécoslovaquie | 1 - 1 | Allemagne de l'Est | Stadion Za Lužánkami Brno, Tchécoslovaquie           |                                                      |
| | Bičovský 90e    | (0 - 0) | Weise 82e          | Spectateurs : 10 000 Arbitrage : Tsvetan Stanev (hu) | Spectateurs : 10 000 Arbitrage : Tsvetan Stanev (hu) |
| | Rapport         | |                    | Spectateurs : 10 000 Arbitrage : Tsvetan Stanev (hu) | Spectateurs : 10 000 Arbitrage : Tsvetan Stanev (hu) |
| Viktor - Ondruš, Pivarník , Jurkemik, Gögh - Bičovský, Pollák, Móder - Masný, Galis ( 55e Kroupa), Nehoda | Équipes         | Croy - Dörner , Bransch, Weise, Kische - Weber, Kurbjuweit, Häfner - Hoffmann, Sparwasser ( 11e Ducke), Heidler |                    | Spectateurs : 10 000 Arbitrage : Tsvetan Stanev (hu) | Spectateurs : 10 000 Arbitrage : Tsvetan Stanev (hu) |

| 3 décembre 1975 | Autriche | 0 - 0 | Tchécoslovaquie | Bundesstadion Südstadt Maria Enzersdorf, Autriche |                                                  |
| |          | (0 - 0) |                 | Spectateurs : 3 000 Arbitrage : Dušan Maksimović  | Spectateurs : 3 000 Arbitrage : Dušan Maksimović |
| Fleischmann - Demantke, Gerak, Oberhofer , Strasser ( 17e Bartosch), Pospischil (de) - Wustinger, Horvath ( 57e Koreimann (de)) - Cerny, Knorrek, Hagmayr | Équipes  | Viktor - Pivarník, Ondruš, Jurkemik , Gögh - Bičovský, Pollák, Móder - Masný ( 46e Veselý), Galis , Nehoda |                 | Spectateurs : 3 000 Arbitrage : Dušan Maksimović  | Spectateurs : 3 000 Arbitrage : Dušan Maksimović |

| 24 mars 1976 | Autriche | 0 - 2                                                                                                  | Allemagne de l'Est      | Bundesstadion Südstadt Maria Enzersdorf, Autriche   |                                                     |
| |          | (0 - 1)                                                                                                | Riediger 10e · Löwe 88e | Spectateurs : 10 000 Arbitrage : Giulio Ciacci (it) | Spectateurs : 10 000 Arbitrage : Giulio Ciacci (it) |
| | Rapport  | |                         | Spectateurs : 10 000 Arbitrage : Giulio Ciacci (it) | Spectateurs : 10 000 Arbitrage : Giulio Ciacci (it) |
| Fleischmann - Gerak, Demantke, Oberhofer, Strasser - Horvath ( 46e Koreimann (de)), Pospischil (de), Wustinger - Cerny, Knorrek, Hagmayr | Équipes  | Croy - Dörner, Bransch, Weise, Kische - Weber, Heidler, Häfner - Vogel ( 73e Hoffmann), Riediger, Löwe |                         | Spectateurs : 10 000 Arbitrage : Giulio Ciacci (it) | Spectateurs : 10 000 Arbitrage : Giulio Ciacci (it) |

| 7 avril 1976       | Allemagne de l'Est                                                                                           | 0 - 0   | Tchécoslovaquie | Zentralstadion Leipzig, Allemagne de l'Est       |                                                  |
| 17:30 heure locale | | (0 - 0) | | Spectateurs : 45 000 Arbitrage : Vladimir Rudnev | Spectateurs : 45 000 Arbitrage : Vladimir Rudnev |
| 17:30 heure locale | Rapport 1 Rapport 2                                                                                          |         | | Spectateurs : 45 000 Arbitrage : Vladimir Rudnev | Spectateurs : 45 000 Arbitrage : Vladimir Rudnev |
| 17:30 heure locale | Croy - Dörner , Kische, Weise, Kurbjuweit - Häfner ( 79e Schade), Lauck, Weber, Heidler - Riediger, Hoffmann | Équipes | Viktor - Ondruš , Gögh, Dobiaš, Pivarník - Móder, Knapp (cs) ( 71e Panenka), Pollák - Nehoda, Švehlík ( 76e Petráš), Masný | Spectateurs : 45 000 Arbitrage : Vladimir Rudnev | Spectateurs : 45 000 Arbitrage : Vladimir Rudnev |

| 14 avril 1976 | Tchécoslovaquie                              | 5 - 0 | Autriche | Tehelné pole Bratislava, Tchécoslovaquie          |                                                   |
| | Masný 26e 58e · Panenka 34e · Nehoda 36e 63e | (3 - 0) |          | Spectateurs : 7 000 Arbitrage : Walter Eschweiler | Spectateurs : 7 000 Arbitrage : Walter Eschweiler |
| | Rapport                                      | |          | Spectateurs : 7 000 Arbitrage : Walter Eschweiler | Spectateurs : 7 000 Arbitrage : Walter Eschweiler |
| Viktor - Biroš, Ondruš, Čapkovič, Gögh - Dobiaš, Pollák, Panenka - Masný ( 70e Švehlík), Nehoda ( 75e Móder), Petráš | Équipes                                      | Fleischmann - Demantke ( 77e Oberhofer), Gerak, Pospischil (de), Bartosch - Wustinger, Knorrek, Koreimann (de) - Neuwirth, Gruber, Cerny |          | Spectateurs : 7 000 Arbitrage : Walter Eschweiler | Spectateurs : 7 000 Arbitrage : Walter Eschweiler |

### Groupe 3

#### Premier tour
| Équipe 1             | Résultat | Équipe 2 | Aller | Retour |
| -------------------- | -------- | -------- | ----- | ------ |
| Allemagne de l’Ouest | 2 - 3    | Espagne  | 0 - 0 | 2 - 3  |
| Hongrie              | 2 - 4    | Bulgarie | 2 - 0 | 0 - 4  |
|                      | exempt   | Turquie  | -     | -      |

#### Détail des rencontres
| 16 avril 1975      | Allemagne de l’Ouest | 0 - 0   | Espagne | Bielefelder Alm Bielefeld, Allemagne de l'Ouest  |                                                  |
| 20:00 heure locale | | (0 - 0) | | Spectateurs : 25 000 Arbitrage : Arie van Gemert | Spectateurs : 25 000 Arbitrage : Arie van Gemert |
| 20:00 heure locale | Rapport 1 Rapport 2 |         | | Spectateurs : 25 000 Arbitrage : Arie van Gemert | Spectateurs : 25 000 Arbitrage : Arie van Gemert |
| 20:00 heure locale | Behrendt (de) - Schneider (en), Schmitt (en) , Rohr, E. Traser (de) - Wilhelmi (de) ( 64e Eder), Stielike, Krause (en) - Weiler (de), Hammes (en), Hiestermann (de) | Équipes | Artola - Ramos, Gisasola (en), Murillo (es), Fernández Amado (es) ( 55e Albaladejo 71e) - Santi (es), Aguilar (en) ( 74e Idígoras), Cardeñosa, Robi (it) - Satrústegui, Quiles (es) | Spectateurs : 25 000 Arbitrage : Arie van Gemert | Spectateurs : 25 000 Arbitrage : Arie van Gemert |

| 7 mai 1975         | Hongrie | 2 - 0   | Bulgarie | Népstadion Budapest, Hongrie                     |                                                  |
| 20:00 heure locale | Fazekas 25e (pen.) · Kozma 63e                                                                                                   | (1 - 0) | | Spectateurs : 20 000 Arbitrage : Wolfgang Riedel | Spectateurs : 20 000 Arbitrage : Wolfgang Riedel |
| 20:00 heure locale | Rapport |         | | Spectateurs : 20 000 Arbitrage : Wolfgang Riedel | Spectateurs : 20 000 Arbitrage : Wolfgang Riedel |
| 20:00 heure locale | Kovács - Török, Nagy (hu), Bálint, Czeczeli (hu) - Dunai, Tóth, Müller - Fazekas ( 53e Pintér), Kozma, Magyar (hu) ( 69e Fekete) | Équipes | Filipov (en) - Zafirov , Marev, Evtimov ( 71e Zdravkov), Kolev - Rangelov, Aleksandrov (bg), Dimitrov (en), Jeliazkov, Angelov (bg) - Panov | Spectateurs : 20 000 Arbitrage : Wolfgang Riedel | Spectateurs : 20 000 Arbitrage : Wolfgang Riedel |

| 15 mai 1975        | Espagne | 3 - 2   | Allemagne de l’Ouest | Stade de Sarrià Barcelone, Espagne                  |                                                     |
| 20:30 heure locale | Quiles (es) 31e · Solsona 43e 73e | (2 - 1) | Seliger (en) 28e 87e | Spectateurs : 20 000 Arbitrage : Ahmed Khelifi (hu) | Spectateurs : 20 000 Arbitrage : Ahmed Khelifi (hu) |
| 20:30 heure locale | Rapport |         | | Spectateurs : 20 000 Arbitrage : Ahmed Khelifi (hu) | Spectateurs : 20 000 Arbitrage : Ahmed Khelifi (hu) |
| 20:30 heure locale | Artola - Ramos, Gisasola (en), Geñupi (es), Murillo (es) - Robi (it) ( 77e Juan Carlos (en)), Solsona, Cardeñosa - Quiles (es) ( 46e Santi (es)), Satrústegui, Sánchez Barrios (es) | Équipes | Behrendt (de) - Schneider (en), E. Traser (de), H. Traser (de) ( 65e Hiestermann (de)), Schmitt (en) - Kalb (en) ( 25e Köstner), Rohr, Seliger (en) - Hammes (en), Schäffer, Krause (en) | Spectateurs : 20 000 Arbitrage : Ahmed Khelifi (hu) | Spectateurs : 20 000 Arbitrage : Ahmed Khelifi (hu) |

| 7 juin 1975        | Bulgarie | 4 - 0   | Hongrie | Stade national Vassil-Levski Sofia, Bulgarie         |                                                      |
| 18:00 heure locale | Kolev 45e · Panov 47e (pen.) 52e · Jeliazkov 89e | (1 - 0) | | Spectateurs : 25 000 Arbitrage : Zdeněk Jelínek (hu) | Spectateurs : 25 000 Arbitrage : Zdeněk Jelínek (hu) |
| 18:00 heure locale | Rapport 1 Rapport 2 |         | | Spectateurs : 25 000 Arbitrage : Zdeněk Jelínek (hu) | Spectateurs : 25 000 Arbitrage : Zdeněk Jelínek (hu) |
| 18:00 heure locale | Filipov (en) - Zafirov , Marev, Evtimov, Kolev ( 50e Isakidis (bg)) - Rangelov, Aleksandrov (bg) ( 46e Kurbanov (bg)), Jeliazkov, Denev - Bonev, Panov | Équipes | Kovács - Nagy (hu), Godán (hu) ( 55e Pál (hu)), Bálint - Horváth (en), Megyesi (hu), Török, Pintér - Zámbó, Fekete ( 55e Müller), Kozma | Spectateurs : 25 000 Arbitrage : Zdeněk Jelínek (hu) | Spectateurs : 25 000 Arbitrage : Zdeněk Jelínek (hu) |

#### Second tour
| Rang | Équipe   | Pts | J | G | N | P | Bp | Bc | Diff |  | Résultats (▼ dom., ► ext.) |     |     |     |
| ---- | -------- | --- | - | - | - | - | -- | -- | ---- |  | -------------------------- | --- | --- | --- |
| 1    | Espagne  | 6   | 4 | 2 | 2 | 0 | 5  | 2  | +3   |  | Espagne                    |     | 2-1 | 2-0 |
| 2    | Bulgarie | 5   | 4 | 2 | 1 | 1 | 7  | 3  | +4   |  | Bulgarie                   | 1-1 |     | 3-0 |
| 3    | Turquie  | 1   | 4 | 0 | 1 | 3 | 0  | 7  | -7   |  | Turquie                    | 0-0 | 0-2 |     |

#### Détail des rencontres
| 24 septembre 1975 | Turquie | 0 - 2 | Bulgarie                          | Beşiktaş İnönü Stadyumu Istanbul, Turquie                |                                                          |
| |         | (0 - 1) | Jeliazkov 33e · Dimitrov (en) 53e | Spectateurs : 30 000 Arbitrage : Nicolae Petriceanu (hu) | Spectateurs : 30 000 Arbitrage : Nicolae Petriceanu (hu) |
| | Rapport | |                                   | Spectateurs : 30 000 Arbitrage : Nicolae Petriceanu (hu) | Spectateurs : 30 000 Arbitrage : Nicolae Petriceanu (hu) |
| Arslan (de) - Çimen, Çoban (de), Güneş, Aybaba - Albay (en), Ö. Kılıç (de) ( 76e Ayden (tr)), Saral, K. Kılıç (en) - Güray (tr), Altınmakas ( 61e Dağdeviren) | Équipes | Filipov (en) - Zafirov , Marev, Dimitrov (en), Kolev ( 77e Panov) - Angelov (bg), Aleksandrov (bg), Jeliazkov, Denev, Kolev (en) - Bonev ( 55e Tsvetkov (en)) |                                   | Spectateurs : 30 000 Arbitrage : Nicolae Petriceanu (hu) | Spectateurs : 30 000 Arbitrage : Nicolae Petriceanu (hu) |

| 8 octobre 1975     | Espagne | 2 - 1   | Bulgarie | Estadio José Rico Pérez Alicante, Espagne        |                                                  |
| 21:00 heure locale | Santillana 20e · Solsona 36e | (2 - 1) | Aleksandrov (bg) 28e | Spectateurs : 45 000 Arbitrage : Georges Konrath | Spectateurs : 45 000 Arbitrage : Georges Konrath |
| 21:00 heure locale | Rapport 1 Rapport 2 |         | | Spectateurs : 45 000 Arbitrage : Georges Konrath | Spectateurs : 45 000 Arbitrage : Georges Konrath |
| 21:00 heure locale | Miguel Ángel - Ramos, Kortabarria, Migueli - Biosca ( 46e Uría), Jaén (en), Del Bosque, Camacho - Solsona, Santillana ( 46e Churruca (es)), Idígoras | Équipes | Filipov (en) - Zafirov , Marev, Angelov (bg) - Vasilev, Dimitrov (en), Panov, Kostov (en) - Aleksandrov (bg), Jeliazkov ( 68e Milanov), Tsvetkov (en) | Spectateurs : 45 000 Arbitrage : Georges Konrath | Spectateurs : 45 000 Arbitrage : Georges Konrath |

| 12 novembre 1975   | Bulgarie | 1 - 1   | Espagne | Stade national Vassil-Levski Sofia, Bulgarie   |                                                |
| 18:00 heure locale | Kolev 30e | (1 - 0) | Satrústegui 58e | Spectateurs : 15 000 Arbitrage : René Matthieu | Spectateurs : 15 000 Arbitrage : René Matthieu |
| 18:00 heure locale | Rapport 1 Rapport 2 Rapport 3 |         | | Spectateurs : 15 000 Arbitrage : René Matthieu | Spectateurs : 15 000 Arbitrage : René Matthieu |
| 18:00 heure locale | Filipov (en) - Zafirov , Rangelov, Dimitrov (en), Angelov (bg) - Kolev ( 62e Spasov (en)), Aleksandrov (bg), Panov - Jeliazkov, Denev ( 26e Milanov), Tsvetkov (en) | Équipes | Paco (es) - Castellanos (es), Biosca, Alabanda, Kortabarria ( 63e Blanco (en)) - Jaén (en) , Solsona , García Castany - Satrústegui, Julián Rubio , Idígoras ( 86e Araquistain (en)) | Spectateurs : 15 000 Arbitrage : René Matthieu | Spectateurs : 15 000 Arbitrage : René Matthieu |

| 21 janvier 1976    | Espagne | 2 - 0   | Turquie | Estadio Ramón Sánchez Pizjuán Séville, Espagne    |                                                   |
| 20:30 heure locale | Solsona 24e · Santillana 60e | (1 - 0) | | Spectateurs : 40 000 Arbitrage : Hédi Seoudi (hu) | Spectateurs : 40 000 Arbitrage : Hédi Seoudi (hu) |
| 20:30 heure locale | Rapport |         | | Spectateurs : 40 000 Arbitrage : Hédi Seoudi (hu) | Spectateurs : 40 000 Arbitrage : Hédi Seoudi (hu) |
| 20:30 heure locale | Paco (es) - Uría, Migueli ( 87e Alabanda), Kortabarria, Biosca - Solsona, Del Bosque, Camacho - Churruca (es) ( 53e Julián Rubio), Santillana, Paco Fortes | Équipes | Arslan (de) - Çimen, Çoban (de), Dikmen (tr) ( 42e Müdüroğlu), Aybaba - K. Kılıç (en), Güneş, Saral - Çetiner (en), Altınmakas, Albay (en) ( 80e Selçuk) | Spectateurs : 40 000 Arbitrage : Hédi Seoudi (hu) | Spectateurs : 40 000 Arbitrage : Hédi Seoudi (hu) |

| 24 mars 1976       | Turquie | 0 - 0   | Espagne | Adana 5 Ocak Stadı Adana, Turquie                     |                                                       |
| 20:30 heure locale | | (0 - 0) | | Spectateurs : 15 000 Arbitrage : Mohammad Salehi (hu) | Spectateurs : 15 000 Arbitrage : Mohammad Salehi (hu) |
| 20:30 heure locale | Rapport 1 Rapport 2 |         | | Spectateurs : 15 000 Arbitrage : Mohammad Salehi (hu) | Spectateurs : 15 000 Arbitrage : Mohammad Salehi (hu) |
| 20:30 heure locale | Arslan (de) - Çimen, Aybaba, Dikmen (tr), Bilgetay (tr) - Müdüroğlu, Dağdeviren, Güneş, Çetiner (en) - K. Kılıç (en) ( 60e Albay (en)), Altınmakas ( 75e Yosit) | Équipes | Paco (es) - Carrete (en), Camus, Alabanda, Biosca - Leal, Solsona, Juan Carlos (en), Esteban Vigo - Idígoras, Macanás (es) ( 60e Dani ( 75e Julián Rubio)) | Spectateurs : 15 000 Arbitrage : Mohammad Salehi (hu) | Spectateurs : 15 000 Arbitrage : Mohammad Salehi (hu) |

| 14 avril 1976 | Bulgarie                           | 3 - 0 | Turquie | Gradski Stadion Stara Zagora, Bulgarie             |                                                    |
| | Milanov 9e · Yordanov (en) 69e 81e | (1 - 0) |         | Spectateurs : 18 000 Arbitrage : Vlado Tauzes (hu) | Spectateurs : 18 000 Arbitrage : Vlado Tauzes (hu) |
| | Rapport                            | |         | Spectateurs : 18 000 Arbitrage : Vlado Tauzes (hu) | Spectateurs : 18 000 Arbitrage : Vlado Tauzes (hu) |
| Staykov - Evtimov, Marev, Vasilev, Rangelov - Yordanov (en), Voynov, Bonev - Milanov ( 57e B. Dimitrov (en)), Petkov, D. Dimitrov (en) | Équipes                            | Arslan (de) - Çimen, Aybaba, Bilgetay (tr), Dikmen (tr), Müdüroğlu, Dağdeviren, Güneş, Çetiner (en) ( 76e Haznedaroğlu), K. Kılıç (en) ( 46e Albay (en)), Altınmakas |         | Spectateurs : 18 000 Arbitrage : Vlado Tauzes (hu) | Spectateurs : 18 000 Arbitrage : Vlado Tauzes (hu) |

### Groupe 4

#### Premier tour
| Équipe 1   | Résultat | Équipe 2 | Aller | Retour |
| ---------- | -------- | -------- | ----- | ------ |
| Luxembourg | 1 - 3    | Pays-Bas | 0 - 1 | 1 - 2  |
| Roumanie   | 6 - 1    | Danemark | 4 - 0 | 2 - 1  |
|            | exempt   | France   | -     | -      |

#### Détail des rencontres
| 8 avril 1975 | Luxembourg          | 0 - 1 | Pays-Bas          | Stade Municipal Luxembourg, Luxembourg              |                                                     |
| |                     | (0 - 0) | van den Broek 50e | Spectateurs : 1 000 Arbitrage : Rudolf Frickel (de) | Spectateurs : 1 000 Arbitrage : Rudolf Frickel (de) |
| | Rapport 1 Rapport 2 | |                   | Spectateurs : 1 000 Arbitrage : Rudolf Frickel (de) | Spectateurs : 1 000 Arbitrage : Rudolf Frickel (de) |
| Moes - Fandel (lb), Joé Hansen (lb), Flenghi (lb), Margue (lb) - Dresch (nl), Trierweiler (lb), Krecké, Zender (lb) - Martin (lb) ( 78e Jean Hansen (lb)), Thill (en) ( 69e Goerres (lb)) | Équipes             | van der Valk - Hakkers, Hokke, Kok, Buvens - Brinkman, Karstens, van der Horst (nl) - van den Broek, Lahaye, Vedder |                   | Spectateurs : 1 000 Arbitrage : Rudolf Frickel (de) | Spectateurs : 1 000 Arbitrage : Rudolf Frickel (de) |

| 22 avril 1975 | Pays-Bas                                     | 2 - 1 | Luxembourg      | De Westmaat (nl) Spakenburg, Pays-Bas         |                                               |
| | Karstens 33e · van der Horst (nl) 56e (pen.) | (1 - 0) | Margue (lb) 71e | Spectateurs : 2 500 Arbitrage : Dominic Byrne | Spectateurs : 2 500 Arbitrage : Dominic Byrne |
| | Rapport 1 Rapport 2                          | |                 | Spectateurs : 2 500 Arbitrage : Dominic Byrne | Spectateurs : 2 500 Arbitrage : Dominic Byrne |
| van der Valk - Hakkers, Hokke, Kok, Buvens - Brinkman, Karstens, van der Horst (nl) - van den Broek, Lahaye, Vedder | Équipes                                      | Moes - Fandel (lb), Joé Hansen (lb) , Roemer (lb), Margue (lb) - Dresch (nl), Trierweiler (lb), Krecké, Zender (lb) - Goerres (lb) ( 66e Jean Hansen (lb)), Thill (en) |                 | Spectateurs : 2 500 Arbitrage : Dominic Byrne | Spectateurs : 2 500 Arbitrage : Dominic Byrne |

| 4 juin 1975 | Roumanie                                                  | 4 - 0 | Danemark | Stadionul 23 August Bucarest, Roumanie   |                                          |
| | Kun (en) 15e · G. Sandu (en) 66e · Dumitru 66e · Dinu 82e | (1 - 0) |          | Spectateurs : 8 000 Arbitrage : Hilmi Ok | Spectateurs : 8 000 Arbitrage : Hilmi Ok |
| | Rapport                                                   | |          | Spectateurs : 8 000 Arbitrage : Hilmi Ok | Spectateurs : 8 000 Arbitrage : Hilmi Ok |
| Rică Răducanu - Cheran (en), Sătmăreanu, G. Sandu (en), Anghelini (en) - Balaci, Dinu , Dumitru ( 80e Bölöni) - Crișan (en), Kun (en), Lucescu ( 46e Marcu (en)) | Équipes                                                   | Lykke - Andresen (en), L. Larsen (en), Mathiasen, Tune-Hansen (en) - J. Hansen (en) , Nielsen, Sörensen (nl) ( 70e A. Hansen) - Bastrup, C. Larsen, Pettersson (en) ( 35e Nørregaard (da)) |          | Spectateurs : 8 000 Arbitrage : Hilmi Ok | Spectateurs : 8 000 Arbitrage : Hilmi Ok |

| 18 juin 1975 | Danemark      | 1 - 2 | Roumanie         | Københavns Idrætspark (en) Copenhague, Danemark   |                                                   |
| | Mauritzen 27e | (1 - 0) | M. Sandu 47e 49e | Spectateurs : 13 300 Arbitrage : Rolf Haugen (hu) | Spectateurs : 13 300 Arbitrage : Rolf Haugen (hu) |
| | Rapport       | |                  | Spectateurs : 13 300 Arbitrage : Rolf Haugen (hu) | Spectateurs : 13 300 Arbitrage : Rolf Haugen (hu) |
| Lykke - Andresen (en), L. Larsen (en), S. Larsen, Tune-Hansen (en) - J. Hansen (en) , Sörensen (nl), Bastrup ( 68e Pettersson (en)) - Kolding (en), C. Larsen, Mauritzen | Équipes       | Iorgulescu (en) - Cheran (en), Sătmăreanu, G. Sandu (en), Anghelini (en) - Dumitru, Dinu , Bölöni - Crișan (en), Kun (en) ( 46e M. Sandu ( 74e Marcu (en))), Lucescu |                  | Spectateurs : 13 300 Arbitrage : Rolf Haugen (hu) | Spectateurs : 13 300 Arbitrage : Rolf Haugen (hu) |

#### Second tour
| Rang | Équipe   | Pts | J | G | N | P | Bp | Bc | Diff |  | Résultats (▼ dom., ► ext.) |     |     |     |
| ---- | -------- | --- | - | - | - | - | -- | -- | ---- |  | -------------------------- | --- | --- | --- |
| 1    | France   | 6   | 4 | 3 | 0 | 1 | 11 | 5  | +6   |  | France                     |     | 4-0 | 4-2 |
| 2    | Roumanie | 6   | 4 | 3 | 0 | 1 | 9  | 5  | +4   |  | Roumanie                   | 1-0 |     | 5-1 |
| 3    | Pays-Bas | 0   | 4 | 0 | 0 | 4 | 5  | 15 | -10  |  | Pays-Bas                   | 2-3 | 0-3 |     |

#### Détail des rencontres
| 12 novembre 1975 | Pays-Bas                           | 2 - 3 | France                              | De Langeleegte (en) Veendam, Pays-Bas            |                                                  |
| | Karstens 30e (pen.) · Meertens 76e | (1 - 0) | Rouyer 51e · Rubio 56e · Schaer 85e | Spectateurs : 20 000 Arbitrage : Wolfgang Riedel | Spectateurs : 20 000 Arbitrage : Wolfgang Riedel |
| | Rapport                            | |                                     | Spectateurs : 20 000 Arbitrage : Wolfgang Riedel | Spectateurs : 20 000 Arbitrage : Wolfgang Riedel |
| Quanjel - van Veenendaal, Hokke, van Gelder, Buvens - Karstens, Meertens, Lahaye - Drent ( 74e van den Broek), Peters, Cordewener | Équipes                            | Larrieu - Chazottes , Stassievitch , Pottier, Lavocat - Fernandez, Rubio, Sahnoun - Rouyer , Schaer, Amisse |                                     | Spectateurs : 20 000 Arbitrage : Wolfgang Riedel | Spectateurs : 20 000 Arbitrage : Wolfgang Riedel |

| 3 décembre 1975                                                                                          | France                             | 4 - 0 | Roumanie | Stade municipal des Allées Jean Leroi Blois, France |                                                    |
| | Fernandez 43e · Rouyer 64e 72e 80e | (1 - 0) |          | Spectateurs : 6 051 Arbitrage : John Homewood (en)  | Spectateurs : 6 051 Arbitrage : John Homewood (en) |
| | Rapport 1 Rapport 2                | |          | Spectateurs : 6 051 Arbitrage : John Homewood (en)  | Spectateurs : 6 051 Arbitrage : John Homewood (en) |
| Larrieu - Chazottes, Pottier, Stassievitch - Meynieu, Fernandez, Platini, Rubio - Rouyer, Schaer, Amisse | Équipes                            | Moraru - Mateescu (en), Sameș, G. Sandu (en), Lucuță (en) - Dinu , Georgescu, Iordănescu - Troi (en), M. Sandu ( 62e Balaci), Lucescu ( 73e Hajnal) |          | Spectateurs : 6 051 Arbitrage : John Homewood (en)  | Spectateurs : 6 051 Arbitrage : John Homewood (en) |

| 25 février 1976                                                                                            | France                                   | 4 - 2 | Pays-Bas                            | Stade de Venoix Caen, France                       |                                                    |
| | Schaer 4e · Rouyer 21e 57e · Platini 52e | (2 - 0) | Peters 70e · van der Horst (nl) 75e | Spectateurs : 7 477 Arbitrage : László Hámori (hu) | Spectateurs : 7 477 Arbitrage : László Hámori (hu) |
| | Rapport                                  | |                                     | Spectateurs : 7 477 Arbitrage : László Hámori (hu) | Spectateurs : 7 477 Arbitrage : László Hámori (hu) |
| Orlandini - Chazottes, Pottier, Stassievitch - Meynieu, Fernandez, Rubio, Amisse, Platini - Schaer, Rouyer | Équipes                                  | Bakhuis (it) - Buvens, Hokke, van Gelder, Meijer - Karstens, van der Linden ( van der Horst (nl)), van Veenendaal - Nijssen (nl), Peters, Cordewener |                                     | Spectateurs : 7 477 Arbitrage : László Hámori (hu) | Spectateurs : 7 477 Arbitrage : László Hámori (hu) |

| 24 mars 1976 | Roumanie                      | 1 - 0 | France | Stadionul 23 August Bucarest, Roumanie            |                                                   |
| | Bölöni 10e                    | (1 - 0) |        | Spectateurs : 40 000 Arbitrage : Giorgos Katsoras | Spectateurs : 40 000 Arbitrage : Giorgos Katsoras |
| | Rapport 1 Rapport 2 Rapport 3 | |        | Spectateurs : 40 000 Arbitrage : Giorgos Katsoras | Spectateurs : 40 000 Arbitrage : Giorgos Katsoras |
| Rică Răducanu - Cheran (en), Dinu , Sameș, Hajnal, Dumitru, Bölöni, Iordănescu - Lucescu, Georgescu ( 67e Crișan (en)), Kun (en) ( 46e Romilă (en)) | Équipes                       | Larrieu - Chazottes, Stassievitch , Pottier - Meynieu, Fernandez, Platini, Rubio - Rouyer ( 85e Florès), Schaer, Cougé |        | Spectateurs : 40 000 Arbitrage : Giorgos Katsoras | Spectateurs : 40 000 Arbitrage : Giorgos Katsoras |

| 6 avril 1976 | Pays-Bas            | 0 - 3 | Roumanie                      | De Luiten (en) Roosendaal, Pays-Bas                 |                                                     |
| |                     | (0 - 0) | Iordănescu 54e (pen.) 57e 62e | Spectateurs : 3 000 Arbitrage : Norbert Rolles (hu) | Spectateurs : 3 000 Arbitrage : Norbert Rolles (hu) |
| | Rapport 1 Rapport 2 | |                               | Spectateurs : 3 000 Arbitrage : Norbert Rolles (hu) | Spectateurs : 3 000 Arbitrage : Norbert Rolles (hu) |
| Bakhuis (it) ( 56e Tent ) - Buvens, van Gelder, Hokke, Meijer - van der Horst (nl), Karstens , Nijssen (nl) - de Graaf, Peters, Cordewener | Équipes             | Rică Răducanu - Cheran (en), G. Sandu (en), Dinu , Anghelini (en) - Bölöni, Iordănescu, Mulțescu (en) - Crișan (en), M. Răducanu, Hajnal ( 61e Georgescu) |                               | Spectateurs : 3 000 Arbitrage : Norbert Rolles (hu) | Spectateurs : 3 000 Arbitrage : Norbert Rolles (hu) |

| 14 avril 1976 | Roumanie                                                                            | 5 - 1 | Pays-Bas   | Stadionul 23 August Bucarest, Roumanie         |                                                |
| | Mulțescu (en) 20e · Hajnal 25e · Iordănescu 45e (pen.) · Zamfir (en) 64e · Dinu 84e | (3 - 1) | Peters 11e | Spectateurs : 30 000 Arbitrage : Richard Casha | Spectateurs : 30 000 Arbitrage : Richard Casha |
| | Rapport 1 Rapport 2                                                                 | |            | Spectateurs : 30 000 Arbitrage : Richard Casha | Spectateurs : 30 000 Arbitrage : Richard Casha |
| Rică Răducanu - Cheran (en), Dinu , G. Sandu (en), Hajnal - Mulțescu (en) ( 57e Georgescu), Dumitru, Iordănescu - Crișan (en), M. Răducanu, Zamfir (en) | Équipes                                                                             | Tent - Buvens, van Gelder, Hokke, Meijer - van der Horst (nl), Karstens - Nijssen (nl) - de Graaf, Peters, Cordewener |            | Spectateurs : 30 000 Arbitrage : Richard Casha | Spectateurs : 30 000 Arbitrage : Richard Casha |